# Corytophanidae
A Corytophanidae a hüllők (Reptilia) osztályába a  pikkelyes hüllők (Squamata) rendjébe és a leguánalakúak (Iguania) alrendjébe tartozó család.

3 nem és 9 faj tartozik a családba.

## Leírás
Ezek az állatok hétköznapi neve baziliszkusz, sőt még Jézus Krisztus gyíkjának is hívják, mivel képes a vízen szaladni. Őshazájuk Közép-Amerika. Táplálékuk ízeltlábúakból áll.

## Rendszerezés
A családba az alábbi nemek és fajok tartoznak
- Basiliscus (Laurenti, 1768) – 4 faj
  - Sisakos baziliszkusz (Basiliscus basiliscus)
  - Basiliscus galeritus
  - Homloklebenyes baziliszkusz (Basiliscus plumifrons)
  - Csíkos baziliszkusz (Basiliscus vittatus)
- Corytophanes (Boie in Schlegel, 1826) – 3 faj
  - Lombleguán vagy változékony sisakosleguán (Corytophanes cristatus)
  - Hernandez-sisakosleguán (Corytophanes hernandezii)
  - Corytophanes percarinatus
- Laemanctus (Wiegmann, 1834) – 4 faj
  - Sisakos karcsúleguán (Laemanctus longipes)
  - Fűrészes karcsúleguán (Laemanctus serratus)
  - Laemanctus waltersi
  - Laemanctus julioi

|  |  |